# إم آي 7
كان إم آي 7 (MI7) فرعًا من مديرية استخبارات الجيش في وزارة الحربية البريطانية، مسؤولًا علن العلاقة بالصحافة والدعاية. كان الفرع قد أُسس بالأساس في الحرب العالمية الأولى وتم حله بعد توقيع الهدنة. وأُعيد تشكيل الفرع مع بدء الحرب العالمية الثانية. وقد عمل MI7 الجديد، رغم كونه أقل أهمية من سلفه، كرابط اتصال ضروري بين وزارة الحربية ووزارة الإعلام ومديرية الحرب السياسية.

## الحرب العالمية الأولى
تأسس جزء من قسم في مديرية العمليات العسكرية يسمى MO5(h) مع اندلاع الحرب العالمية الأولى، وكانت مسؤوليته مراقبة الصحافة والبرقيات وإصدار البيانات الرسمية من خلال مكتب الصحافة. وعُين في البداية ضابطين في الأركان العامة (GSO2) في هذا الجزء من القسم. ثم أصبح من الواضح فورًا أن موظفَّين اثنين هو عدد غير كافٍ للمهمة، وخلال أسبوعين تم توسيع الجزء ليشمل ضابطًا أقدم في الأركان العامة (GSO1) مع ثمانية ’مراقبين’ مساعدين يعملون تحت إمرته.
شُكلت في فبراير عام 1915 مديرية الاستخبارات الخاصة وبناءً على ذلك تم تحديث وتسمية MO5(h) باسم قسم MO7. وقد كانت اسميًا تحت قيادة الكولونيل كوليردج، مساعد المدير العسكري لمكتب الصحافة، وكانت MO7 معنية بعلانية الصحافة، كجزء من وزارة الحربية. ومنحت المراسلين الحربين الإذن بزيارة الجبهة الغربية في مايو عام 1915. كانت واجبها التأكد من حفاظ السلطات العسكرية على تحكمها بعمل الصحافة والمراسلين. وأُنشأت مديرية استخبارات الجيش في يناير من عام 1916 كجزء من إعادة تنظيم رئاسة الأركان العامة، وأصبحت MO7 القسم العسكري الاستخباراتي 7.
تم تنظيم MI7 في سلسلة من الأقسام الفرعية تميزها حروف صغيرة بين أقواس. وتنوعت الواجبات المحددة لهذه الأقسام الفرعية مع الوقت، ولكن بالإمكان تلخيصها تقريبًا كالتالي:
- MI7 - الرقابة
- MI7 - الدعاية الأجنبية والمحلية، ومن ضمنها منشورات الصحافة بخصوص أمور الجيش.
- MI7 - الترجمة و (منذ 1917) تنظيم الزوار الأجانب.
- MI7 - دعاية الصحافة الأجنبية والمراجعة (جزء من جزء القسم (b) حتى جزء القسم (d) أٌعيد تشكيله في أواخر عام 1916).

عمل أ. أ. ماين مؤلف ويني-ذا-بوه في MI7(b) بعد تعافيه من الجروح التي أُصيب بها في معركة السوم.

### الموقع
عمل أغلب كادر MI7(b) من محكمة أديلفي منذ أبريل من عام 1916 وحتى بداية أكتوبر من عام 1917، في ستراند، لندن، ومن ثم انتقل القسم بأكمله إلى أداسترال هاوس على فكتوريا امبانكمنت. مع عدم الخلط بينها وبين مقر وزارة الطيران في كينجزواي، وقد كان أول أداسترال هاوس هو فندق دي كيسيرس رويال هوتيل سابقًا، الواقع بالقرب من جسر بلاكفريارس. وتمت مصادرة الفندق المفلس في ماي عام 1916 لغرض استعماله لمكاتب الحكومة واستخدم من قبل كل من الفيلق الجوي الملكي و.MI7

### مستندات المصادر الناجية
ولأنه فرع من الاستخبارات العسكرية، فقد كانت أوراق الورقي تُتلف باستمرار للمحافظة على أمن صارم. ونظم، بالإضافة إلى ذلك، إتلاف للأوراق على نطاق أكبر عندما أُغلقت MI7 في نهاية الحرب العالمية الأولى. ويوجد القليل من الملفات المهمة المبعثرة بين سجلات وزارة الحربية، وزارة الخارجية ووزارة الإعلام في الارشيفات الوطنية البريطانية. وقد نجت أيضًا بعض الوثائق من MI7(b) بسبب حفظهم من قبل أحد العملاء السريين فيها وهو الملازم جيمس برايس لويد. وقد اكتشف أقرباؤه في عقاره ببويلث ويلز، ويلز عام 2012 عندما كان يجري ترتيبها وتنظيفها بعد وفاته، أنه كان يحتفظ بما يقارب 150 ملفًا من فترة عمله في MI7(b). تألف الأرشيف من فئتين واسعتين من المقالات المكتوبة بين 1917 و1918 – «حكايات صليب فيكتوريا». ويمكن رؤية أكثر من 90 قصة لبطولات فردية من قبل رجال من جميع أنحاء الإمبراطورية على الموقع الإلكتروني للمكتبة الوطنية لويلز. وعلى موقع يوروبيانا 1914-18. وبالإمكان إيجاد نماذج من الستين مقالة المتبقية في أرشيفات مثل «MI7b- اكتشاف أرشيف الدعاية الضائعة من الحرب العظمى».

## الحرب العالمية الثانية
أُعيد تشكيل MI7 في سبتمبر عام 1939 في بداية الحرب العالمية الثانية كقسم الصحافة والدعاية ذات الأغلبية المدنية في مديرية الاستخبارات العسكرية في وزارة الحربية. وثم نُقل إلى وزارة الإعلام في حوالي شهر يونيو من عام 1940.
عمل كاتب الخيال الأنجلو-ايرلندي لورد دونساني في MI7(b) خلال الأشهر الأولى من الحرب العالمية الثانية وكان مقره في أداسترال هاوس في مبنى وزارة الطيران (تعرف الآن بسام كينجزواي رقم 1).

## في الأدب الخيالي
استُعمل اسم MI7 كثيرًا في الأدب الخيالي كعنوان لوكالة استخبارات أو منظمة تشبه MI5 أو MI6 الحقيقيين.
يوجد هنالك إشارتان واضحتان في فيلم بوند دكتور نو (1962)على أن جيمس بوند يعمل لصالح MI6؛ وبشكل غريب، أحدهما (حيث تلفظ الكلمات بالحرف 'M') تمت دبلجتها في الفيلم إلى "MI7"، بالرغم من أن شفاه المتكلم تقول "MI6" بوضوح.
وتتعارض المنظمة المركزية CI5 مع عناصر MI7 العاملة لبرنامج عمل مختلف، في حلقة العملية سوزي من مسلسل ذا بروفيشنالز.
الشخصية جوني إنجلش للممثل روان أتكينسون من الأفلام التي تحاكي الجاسوسية بسخرية جوني إنجلش، جوني إنجلش ريبورن وجوني إنجلش يضرب مجددًا حيث يظهر كعميل MI7. وتم تقديم الشخصية بالأساس في سلسلة من الإشارات لباركلايكارد كعميل الـ MI7ريتشارد لاثام.
في فيلم سانت ترينيان 2: أسطورة ذهب فريتون، تعمل الفتاة الرئيسية السابقة كيلي جونز الآن كعميلة لـ MI7.

## حاليا
كان هنالك تخمين عام في عام 2015 بأن ستيفن جولي، وهو مدير اتصالات الدفاع في المملكة المتحدة حينها، وكيل وزارة الخارجية أو ضابط ذو نجمتين، في وزارة الدفاع، قد يكون يبحث عن إعادة إحياء MI7.
كان جولي يصنع موجات في الأوساط العسكرية في ذلك الوقت بواسطة اتباع منهج تقدمي «شامل» لاتصالات الدفاع، شاملًا العلاقات العامة، عمليات الإعلام، عمليات المعلومات والحرب النفسية. وقام المعلقون التلفزيونيون بدبلجة «أعادة ترتيب ما بعد الأفغان» هذه من اتصالات عقيدة «قوس قزح في الظلام». وكان هذا منهجًا استلزم قلب أوضاعٍ كان الأكثر جذرية في اتصالات الدفاع البريطانية في أكثر من ثلاثين عامًا.
كان جولي أيضًا مساهمًا في إنشاء فورستر ريفيو التي أدت إلى إعادة تشكيل إعلام الدفاع الاستشاري في نفس السنة. وقد وضعت هذه التركيبة الفريدة من المسؤوليات جولي في عيون المؤمنين بنظرية المؤامرة كالوريث لتقاليد الـMI7.